# Henri Carol
Pour les articles homonymes, voir Henri Carol (aviateur) et Carol.
Le chanoine Henri Carol (18 janvier 1910 à Montpellier - 23 septembre 1984 à Montélimar) est un organiste, improvisateur, chef de chœur, compositeur, et professeur d'orgue français.

## Biographie
Henri Carol fut élève à l'Enclos Saint-François à Montpellier où il eut comme professeur d'harmonie et d'orgue Emmanuel Berlhe. Il obtient un premier prix de piano au conservatoire de Bordeaux. Ordonné prêtre en 1933, il devient professeur au petit séminaire Saint-Roch de Montpellier où il occupe le poste de maître de chapelle.
En janvier 1946, il est nommé directeur de la maîtrise de la cathédrale de Monaco, succédant au chanoine Aurat, jusqu'en juin 1971.
Musicien complet, il est tout à la fois maître de chapelle, compositeur, chef d’orchestre, musicologue et, durant onze ans, professeur à l’académie de musique Fondation prince Rainier III de Monaco (1967). Il devient organiste titulaire du grand orgue de la cathédrale de Monaco en 1968, succédant à Émile Bourdon.
En 1976, le chanoine publie aux Éditions Delrieu à Nice, un précieux petit livre illustré sur La Registration de l’orgue.
Le dimanche 23 septembre 1984 au soir, le père Carol décède lors d’un accident de la route. Il avait 74 ans.
Après sa mort, son orgue personnel a été installé dans la cathédrale Sainte-Réparate, à Nice pour servir à la chorale.

## Œuvres
On lui doit de la musique pour orgue : Variations sur un vieux noël montpelliérain, Marche solennelle ;
- de la musique pour piano : Pastels et Drôleries, Bouquet des chants de France, recueils publiés chez Delrieu ;
- de la musique religieuse : 17 messes et de nombreux motets dont un Stabat Mater

## Discographie
par Henri Carol
- Quatre siècles de musique française - Henri Carol aux grandes orgues de la cathédrale de Monaco (1962-1966, LP Erato) (OCLC 1163603742)
- Fauré, Requiem – Bernard Kruysen, ténor ; Denis Thilliez, petit soprano ; Orchestre de l'Opéra de Monte-Carlo, dir. Louis Frémaux ; Henri Carol, orgue (1962, RCA/Erato) (OCLC 1183541061)
- Anthologie de la musique italienne - Henri Carol, orgue Tamburini de l'Église Saint-Charles de Monte-Carlo (1983, REM 311117) (OCLC 869384622)

de Henri Carol
- Œuvres pour orgue – Gabriel Marghieri, orgue de la cathédrale de Monaco (février 2000, Disques du Solstice SOCD 173) (OCLC 659150757)
- Noëls. Pièces pour orgue sur le thème de Noël – Olivier Vernet, orgue Tamburini de l'église Saint-Charles de Monte-Carlo (décembre 2010, Ligia Digital 0104237-11) (OCLC 999423063)